# Obigråfågel
Obigråfågel (Edolisoma obiense) är en fågelart i familjen gråfåglar inom ordningen tättingar.

## Utbredning och systematik
Obigråfågeln förekommer i centrala Moluckerna, på öarna Obi och Bisa. Tidigare behandlades den som underart till Edolisoma tenuirostre, men urskildes som egen art av IUCN och Birdlife International 2016, 2024 även av IOC (Birdlife International och IUCN inkluderar dock banggaigråfågeln i arten).

## Status
IUCN kategoriserar arten som livskraftig, men inkluderar banggaigråfågeln i bedömningen.